# Cryptocarya albifrons
Cryptocarya albifrons är en lagerväxtart som beskrevs av André Joseph Guillaume Henri Kostermans. Cryptocarya albifrons ingår i släktet Cryptocarya och familjen lagerväxter. Inga underarter finns listade i Catalogue of Life.